# Euphoria (televisieserie)
Euphoria is een Amerikaans drama dat wordt uitgezonden op de televisiezender HBO. Het is gebaseerd op de gelijknamige Israëlische televisieserie uit 2012 en vertelt het verhaal van verscheidene middelbare scholieren en hun ervaringen met seks, drugs, liefde en vriendschap. Zendaya vertolkt de hoofdrol en verleent tevens haar stem voor de voice-over. 
De televisieserie werd in de Verenigde Staten in juni 2019 voor het eerst uitgezonden. Een maand later werd aangekondigd dat de serie een tweede seizoen krijgt. Vanwege de coronapandemie werden de opnames van dat seizoen uitgesteld; wel zijn er in het najaar van 2020 en het voorjaar van 2021 twee specials verschenen. In 2022 verscheen het tweede seizoen.

## Synopsis
In de serie staat Rue Bennett centraal, een 17-jarig meisje dat als gevolg van een overdosis de afgelopen zomer in rehab heeft doorgebracht. In de allereerste aflevering keert ze na deze zomer terug naar de middelbare school en ontmoet ze nieuwkomer Jules Vaughn, een transgender meisje. Jules zet heel haar leven op de kop.

## Rolverdeling
| Acteur          | Personage               | Seizoen | Seizoen | Seizoen | Totaal |
| Acteur          | Personage               | 1       | Special | 2       | Totaal |
| --------------- | ----------------------- | ------- | ------- | ------- | ------ |
| Zendaya         | Rue Bennett             | 8 afl.  | 2 afl.  | 8 afl.  | 18     |
| Maude Apatow    | Lexi Howard             | 8 afl.  |         | 8 afl.  | 16     |
| Angus Cloud     | Fezco                   | 8 afl.  |         | 8 afl.  | 16     |
| Eric Dane       | Cal Jacobs              | 7 afl.  |         | 6 afl.  | 13     |
| Alexa Demie     | Madeline "Maddy" Perez  | 8 afl.  |         | 8 afl.  | 16     |
| Jacob Elordi    | Nathaniel "Nate" Jacobs | 8 afl.  | 1 afl.  | 7 afl.  | 16     |
| Barbie Ferreira | Kat Hernandez           | 8 afl.  |         | 8 afl.  | 16     |
| Nika King       | Leslie Bennett          | 7 afl.  |         | 5 afl.  | 13     |
| Storm Reid      | Gia Bennett             | 8 afl.  |         | 4 afl.  | 12     |
| Hunter Schafer  | Jules Vaughn            | 8 afl.  | 2 afl.  | 8 afl.  | 18     |
| Algee Smith     | Christopher McKay       | 8 afl.  |         | 2 afl.  | 10     |
| Sydney Sweeney  | Cassie Howard           | 8 afl.  |         | 8 afl.  | 16     |
| Colman Domingo  | Ali Muhammed            | 4 afl.  | 1 afl.  | 3 afl.  | 8      |
| Javon Walton    | Ashtray O'Neill         |         |         |         |        |
| Austin Abrams   | Ethan Daley             |         |         |         |        |
| Dominic Fike    | Elliot                  |         |         |         |        |

## Afleveringen
| Seizoen  | Aantal afleveringen | Originele uitzenddatum            |  |
| -------- | ------------------- | --------------------------------- |  |
| 1        | 8                   | 16 juni 2019 – 4 augustus 2019    |  |
| Specials | 2                   | 6 december 2020 – 24 januari 2021 |  |

## Productie
In juni 2017 werd bekendgemaakt dat HBO een Amerikaanse versie van de Israëlische serie uit 2012 ging maken. Maker Sam Levinson baseerde de Amerikaanse versie op zijn eigen leven. De cast werd in juni 2018 onthuld. In juli 2018 kwam het nieuws dat Drake verbonden was aan het project als uitvoerend producent.
De opnames van het tweede seizoen kwamen vlak voor het begin in maart 2020 plotseling stil te liggen vanwege de coronapandemie. De twee specials werden op het moment van de pandemie opgenomen om de lange periode tussen seizoen 1 en seizoen 2 te overbruggen.